# Диборид ниобия
Диборид ниобия — бинарное неорганическое соединение металла ниобия и бора с формулой NbB2, 
серые кристаллы, 
не растворимые в воде.

## Получение
- Электролиз расплава смеси оксида ниобия(V) с боратом и фторидом натрия с последующим выщелачиванием разбавленной кислотой.

## Физические свойства
Диборид ниобия образует серые кристаллы 
гексагональной сингонии, 
пространственная группа P 6/mmm, 
параметры ячейки a = 0,3086 нм, c = 0,3306 нм, Z = 1.

## Химические свойства
- Окисляется при сильном нагревании на воздухе:

{\displaystyle {\mathsf {4NbB_{2}+11O_{2}\ {\xrightarrow {1100-1200^{o}C}}\ 2Nb_{2}O_{5}+4B_{2}O_{3}}}}

## Применение
- Нагреватели в электрических печах.
- Производится как «Тугоплавкие соединения», описывается стандартом ТУ 6-09-03-261-75.